# Wojciech Książek
Wojciech Marek Książek (ur. 25 kwietnia 1956 w Świecinie) – polski nauczyciel i publicysta, działacz NSZZ „Solidarność”, w latach 1997–2001 podsekretarz stanu w Ministerstwie Edukacji Narodowej.

## Wykształcenie i kariera zawodowa
Syn nauczyciela i bibliotekarki. Absolwent Technikum Elektrycznego w Wejherowie i polonistyki na Uniwersytecie Gdańskim. Kształcił się podyplomowo w zakresie pedagogiki specjalnej oraz zarządzania oświatą i nadzoru pedagogicznego, ukończył studia doktoranckie z nauk społecznych na Akademii Teologii Katolickiej. W latach 1981–1982 odbywał służbę wojskową. Od 1980 roku uczył w Zespole Szkół Zawodowych i Specjalnym Ośrodku Szkolno-Wychowawczym w Pucku.
W latach 1997–2001 wiceminister edukacji narodowej w rządzie Jerzego Buzka; odpowiadał m.in. za część reformy edukacyjnej, w tym wprowadzenie gimnazjów Z „Solidarnością” oświatową jest związany od 1980 roku, od 1989 jej współorganizator na terenie Ziemi Puckiej. Od 1993 roku przewodniczący Sekcji Oświaty Regionu Gdańskiego (powtórnie od 2002 roku), członek Prezydium Zarządu Regionu Gdańskiego NSZZ „S”, delegat na Zjazdy Krajowe NSZZ „Solidarność”. Członek Rady Programowej TVP Gdańsk. Współzałożyciel Regionalnego Forum Edukacyjnego w Gdańsku (1995), Funduszu Stypendialnego im. NSZZ „Solidarność” (od 2002), Konkursu „Samorząd przyjazny oświacie” (2003), wojewódzkiego konkursu plastyczno-muzycznego „Polska, moje miejsce, mój kraj”.

## Osiągnięcia
Jest autorem szeregu artykułów na tematy edukacyjne oraz książek „Rzecz o reformie edukacji” (2001) i „Rzecz o reformowaniu edukacji, czyli… a to Polska właśnie” (2005). Przewodniczył wydaniu cyklu publikacji nt. edukacji pt. „Biblioteczka reformy” (w latach 1998-2001 ukazało się 40 zeszytów). Jest jednym z redaktorów publikacji krajowej i regionalnej pt. „Jak pomóc nauczycielowi w rozwiązywaniu problemów wychowawczych” (2004), poradnika dotyczącego zasad korzystania ze środków na wspieranie doskonalenia zawodowego nauczycieli (2003), publikacji podsumowujących konkursy dla uczniów o losach Polaków na Wschodzie pt. „Katyń – Golgota Wschodu” (1999), z wiedzy o najnowszej historii Polski „Od Jałty do Gdańska” (2005). 
Pomysłodawca wydania zbioru 28 wywiadów uczniów z uczestnikami strajków 1988 roku: „W drodze do Wolnej Polski” (2006). Pomysłodawca stworzenia i wydania Listy „Ludzie 1988 roku na Wybrzeżu” (zawiera ponad 3000 nazwisk uczestników tamtych protestów), tablicy poświęconej czterem ofiarom stanu wojennego w Gdańsku (odsłonięta w 2016 na Placu Solidarności). Wspierał publikacjami, organizacją studiów podyplomowych dla nauczycieli na Uniwersytecie Gdańskim (pierwsze w 2001) rozwój edukacji regionalnej. Został członkiem Zrzeszenia Kaszubsko-Pomorskiego). Wydał tomik tekstów poetyckich pt. „Ja, Człowiek, czyli rozmowa z cieniem” (1997) oraz dziennik z okresu pobytu w wojsku w latach 1981–1982 pt. „Wojsko, Dostojewski i ja” (2006).

## Wyróżnienia-odznaczenia
Na wniosek związków Rodzin Katyńskich został odznaczony Krzyżem Kawalerskim Orderu Odrodzenia Polski (2011). Otrzymał także wyróżnienia: Fundacji POLCUL (Australia – 1992 r.) za działalność obywatelską, honorowe: „Amicus Educatio” (2004) za działania na rzecz oświaty, Nagrodę Ministra Edukacji Narodowej (2005).